# 泰國叉尾鯰
泰國叉尾鯰又名利氏叉尾鯰，為輻鰭魚綱鯰形目鯰科的其中一種，為熱帶淡水魚，分布於亞洲泰國至印尼淡水流域，體長可達150公分，棲息在河川、氾濫區底層水域，為肉食性，生活習性不明，可做為食用魚。